# Стокгольм
Стокгольм (швед. Stockholm) — столиця і найбільше місто Швеції, що розміщене на східному узбережжі озера Меларен; великий економічний і культурний центр країни. Стокгольм є найбільшим за чисельністю населення містом у країні (на 2022 рік тут було 981 330 жителя). У місті розташовані основні державні органи: головна резиденція шведського короля, уряд і риксдаг.
Стокгольм є п'ятим у списку найпівнічніших столиць (якщо рахувати лише суверенні держави).

## Походження назви
Перша частина назви — сток, означає колода, друга — гольм — маленький острів.
Існує декілька теорій щодо походження назви, але через брак документального підтвердження жодна з них не є остаточною.
Згідно з однією з теорій, «колода» у назві посилається на частокіл, який був встановлений у протоках між озером Меларен та Балтійським морем (з метою оборони від кораблів та полегшення збору мита). Неподалік від частоколу виникли перші поселення у районі.
Інша теорія пов'язує назву із рибацьким знаряддям, виготовленим із жердя (шв. fiskestockar). Також можливо що «stock» вказує на те, що течія води у цьому місці сповільнюється (шв. stocka sig).

## Географія

### Розташування та фізична географія
Стокгольм займає південно-східну частину Скандинавського півострова та територію ближніх островів Балтійського моря, зокрема Еланд, Готланд, Лідінгеландет і Ормінтеландет. Місто розташоване у східній частині країни на березі протоки Норрстрем, яка з'єднує озеро Меларен із затокою Сальтшон і на ближніх островах. Всього Стокгольм розташований на 14-ти островах, які входять до складу так званого Стокгольмського архіпелагу.

### Клімат
Значний вплив на клімат міста має Балтійське море, а також велика кількість озер на території країни. Влітку у Стокгольмі доволі прохолодно, багато малих дощів і сильний вітер. Зокрема у липні середня температура повітря становить +19,6 °С. Однак, узимку у Стокгольмі не так холодно, як в інших скандинавських містах — середня температура у січні становить −1,5 °С. Рівень опадів — близько 600 міліметрів на рік. У червні у місті можна спостерігати так звані білі ночі.
| Температура води Стокгольма (дані за 2002-2014 роки) | Температура води Стокгольма (дані за 2002-2014 роки) | Температура води Стокгольма (дані за 2002-2014 роки) | Температура води Стокгольма (дані за 2002-2014 роки) | Температура води Стокгольма (дані за 2002-2014 роки) | Температура води Стокгольма (дані за 2002-2014 роки) | Температура води Стокгольма (дані за 2002-2014 роки) | Температура води Стокгольма (дані за 2002-2014 роки) | Температура води Стокгольма (дані за 2002-2014 роки) | Температура води Стокгольма (дані за 2002-2014 роки) | Температура води Стокгольма (дані за 2002-2014 роки) | Температура води Стокгольма (дані за 2002-2014 роки) | Температура води Стокгольма (дані за 2002-2014 роки) | Температура води Стокгольма (дані за 2002-2014 роки) |
| Показник                                             | Січ                                                  | Лют                                                  | Бер                                                  | Кві                                                  | Тра                                                  | Чер                                                  | Лип                                                  | Сер                                                  | Вер                                                  | Жов                                                  | Лис                                                  | Гру                                                  | Рік                                                  |
| Абсолютний максимум, °C                              | 11                                                   | 12,2                                                 | 17,8                                                 | 26,1                                                 | 29                                                   | 32,2                                                 | 36                                                   | 35,4                                                 | 27,9                                                 | 20,2                                                 | 14                                                   | 12,2                                                 | 36                                                   |
| Середня температура, °C                              | −1,5                                                 | −1,4                                                 | 1,5                                                  | 7                                                    | 12,1                                                 | 16,2                                                 | 19,6                                                 | 18,3                                                 | 13,6                                                 | 7,6                                                  | 3,8                                                  | 0,2                                                  | 8,0                                                  |
| Абсолютний мінімум, °C                               | −32                                                  | −30                                                  | −25,5                                                | −22                                                  | −6,5                                                 | 0                                                    | 4,3                                                  | 2                                                    | −3,5                                                 | −9                                                   | −18                                                  | −22,5                                                | −32                                                  |
| ---------------------------------------------------- | ---------------------------------------------------- | ---------------------------------------------------- | ---------------------------------------------------- | ---------------------------------------------------- | ---------------------------------------------------- | ---------------------------------------------------- | ---------------------------------------------------- | ---------------------------------------------------- | ---------------------------------------------------- | ---------------------------------------------------- | ---------------------------------------------------- | ---------------------------------------------------- | ---------------------------------------------------- |
| Джерело:                                             |                                                      |                                                      |                                                      |                                                      |                                                      |                                                      |                                                      |                                                      |                                                      |                                                      |                                                      |                                                      |                                                      |

| Клімат Стокгольма, 1961−1990               | Клімат Стокгольма, 1961−1990 | Клімат Стокгольма, 1961−1990 | Клімат Стокгольма, 1961−1990 | Клімат Стокгольма, 1961−1990 | Клімат Стокгольма, 1961−1990 | Клімат Стокгольма, 1961−1990 | Клімат Стокгольма, 1961−1990 | Клімат Стокгольма, 1961−1990 | Клімат Стокгольма, 1961−1990 | Клімат Стокгольма, 1961−1990 | Клімат Стокгольма, 1961−1990 | Клімат Стокгольма, 1961−1990 | Клімат Стокгольма, 1961−1990 |
| Показник                                   | Січ.                         | Лют.                         | Бер.                         | Квіт.                        | Трав.                        | Черв.                        | Лип.                         | Серп.                        | Вер.                         | Жовт.                        | Лист.                        | Груд.                        | Рік                          |
| Абсолютний максимум, °C                    | 11,0                         | 12,2                         | 17,8                         | 26,1                         | 29,0                         | 32,2                         | 36,0                         | 35,4                         | 27,9                         | 20,2                         | 14,0                         | 12,2                         | 36,0                         |
| Середній максимум, °C                      | −0,7                         | −0,6                         | 3,0                          | 8,6                          | 15,7                         | 20,7                         | 21,9                         | 20,4                         | 15,1                         | 9,9                          | 4,5                          | 1,1                          | 10,0                         |
| Середня температура, °C                    | −2,8                         | −3                           | 0,1                          | 4,6                          | 10,7                         | 15,6                         | 17,2                         | 16,2                         | 11,9                         | 7,5                          | 2,6                          | −1                           | 6,6                          |
| Середній мінімум, °C                       | −5                           | −5,3                         | −2,7                         | 1,1                          | 6,3                          | 11,3                         | 13,4                         | 12,7                         | 9,0                          | 5,3                          | 0,7                          | −3,2                         | 3,6                          |
| Абсолютний мінімум, °C                     | −32                          | −30                          | −25,5                        | −22                          | −6,5                         | 0,0                          | 4,3                          | 2,0                          | −3,5                         | −9                           | −18                          | −22,5                        | −32                          |
| Середня кількість сонячних годин на місяць | 40                           | 72                           | 135                          | 185                          | 276                          | 292                          | 260                          | 221                          | 154                          | 99                           | 54                           | 33                           | 1821                         |
| Норма опадів, мм                           | 39                           | 27                           | 26                           | 30                           | 30                           | 45                           | 72                           | 66                           | 55                           | 50                           | 53                           | 46                           | 539                          |
| Днів з опадами                             | 10                           | 7                            | 7                            | 7                            | 7                            | 7                            | 10                           | 10                           | 10                           | 9                            | 11                           | 10                           |                              |
| ------------------------------------------ | ---------------------------- | ---------------------------- | ---------------------------- | ---------------------------- | ---------------------------- | ---------------------------- | ---------------------------- | ---------------------------- | ---------------------------- | ---------------------------- | ---------------------------- | ---------------------------- | ---------------------------- |
| Джерело: NOAA та SMHI                      |                              |                              |                              |                              |                              |                              |                              |                              |                              |                              |                              |                              |                              |

### Екологічний стан
Стокгольм — зелене місто, бо 40 % його площі займають парки та різноманітні зелені зони. Попри те, що людина живе тут понад 1000 років, неподалік від центру Стокгольма можна знайти незайману природу. Перший національний парк поблизу шведської столиці, Енгшо, з'явився в 1909 році. Сьогодні на території Стокгольмського лену є два національних парки і близько 240 природних резерватів, сім з яких розташовані у межах міста.
В 1994 році на території комун Стокгольм, Лідінге і Сульна був створений перший у світі національний парк у місті — Королівський Національний міський парк, до якого входять ряд островів, Стокгольмських шхер і парків міста. Але в межах цього Національного парку розташовані також і забудовані території, серед яких є житлові квартали, підприємства, Стокгольмський університет, пролягають залізниці та автобани.
На території Стокгольма розташована велика кількість озер, річок та струмків. Важлива частина природи в Стокгольмі — шхери, у яких налічується близько 30 000 островів.

## Історія

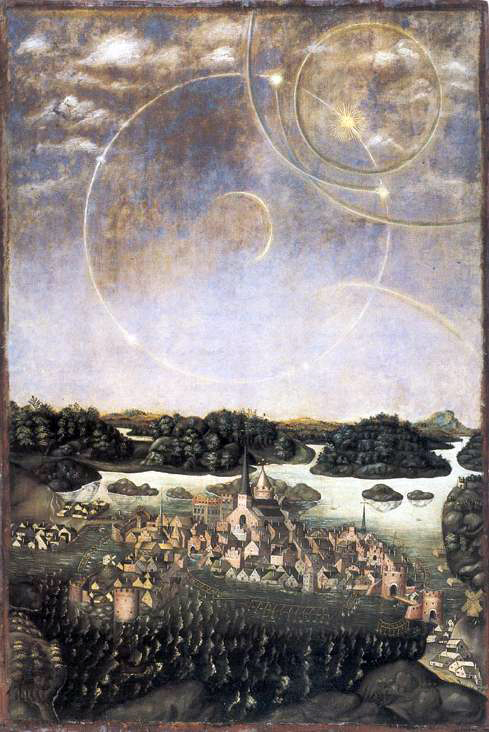
від 20 квітня 1535 року

Перша згадка про поселення на місці майбутнього Стокгольма датується II століттям. У 1187 році на місці рибацького містечка, де зараз знаходиться Стокгольм, почалося будівництво укріпленого пункту. Перші споруди почали з'являтися на острові Стадсгольмен. Згідно з історичними документами, які відносять до 1252 року, засновником міста був ріксграф Біргер Ярл, який згодом став засновником королевської гілки династії Фолькунгів. Вважається, що дата написання цих документів і є датою заснування Стокгольма.
У середині XIII століття поселення здобуло статус міста і до кінця XIV століття стало одним з найголовніших міст в регіоні у економічному та політичному планах. В 1356 році стокгольмці відкрили ремісничі цехи. Через це поступово місто стало центром виробництва, а також торговим портом. Так завдяки економічним зв'язкам з такими містами, як Гданськ і Любек, а також завдяки вступу у Ганзейську унію, збільшилася частка німецьких купців у місті. Важливу роль в історії міста відіграло й те, що з початку XIV століття тут міститься резиденція шведського короля. І хоч Стокгольм був одним з найбільших міст Скандинавського півострова за часів Кальмарської унії столицею держави було данське місто Копенгаген. Шведи не увесь час мали повну владу, так у XIV—XV століттях німці складали чверть населення та половину місцевого магістрату й тільки після 1471 року влада повернулася до шведів. Після 1523 року, коли Швеція знову стала незалежною державою, столицею став Стокгольм, через що він став національним економічний та політичним центром.

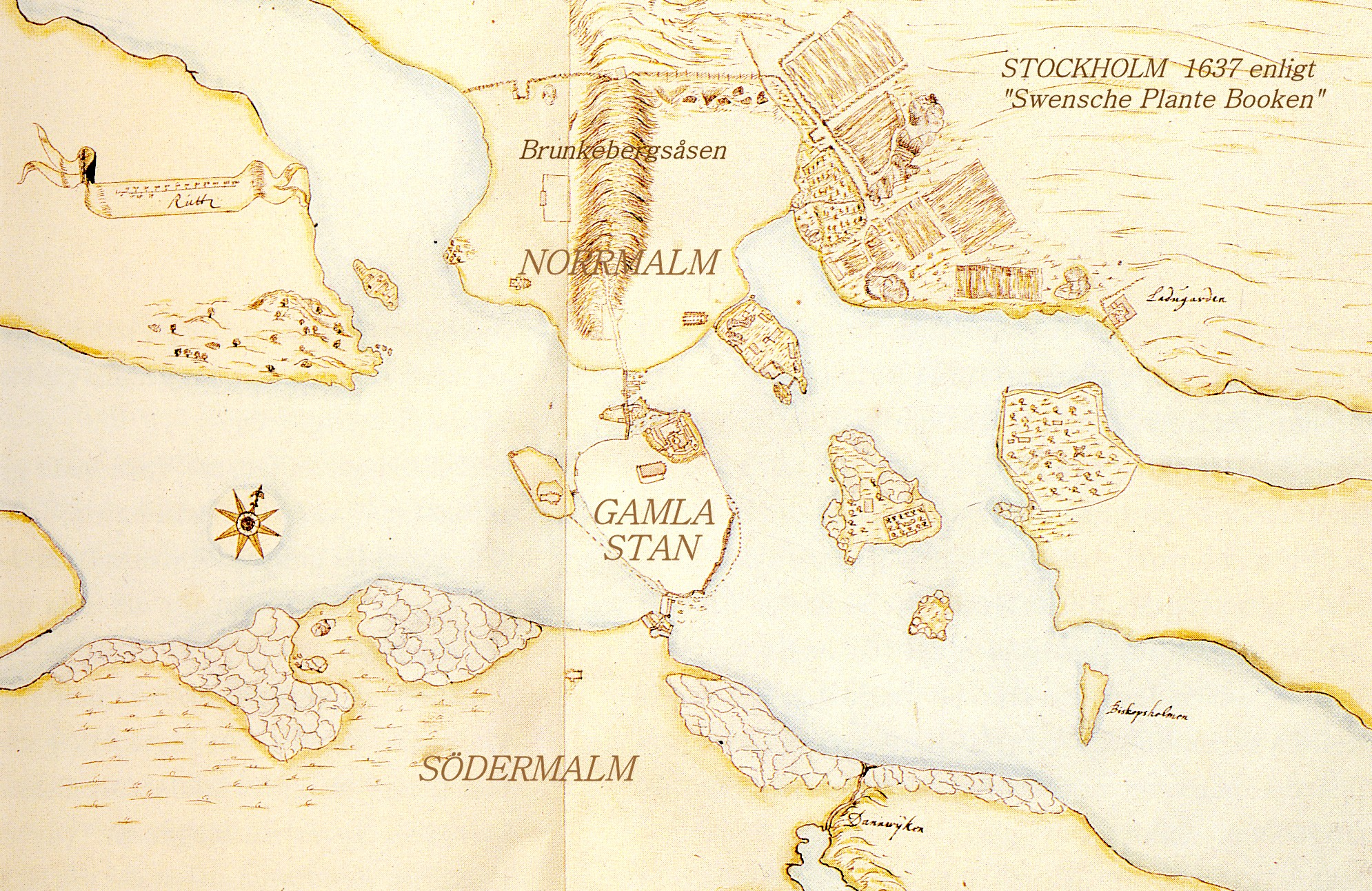
Мапа Стокгольма від 1637 року

Офіційно Стокгольм став столицею 1634 року. Наступні роки були часом розквіту Стокгольма. У XVII столітті він став найбільшим експортером заліза та чавуна у країні. Місто швидко росло, але через те що Стокгольм був побудований з дерев'яних будівель, місто страждало від частих пожеж, а у 1697 році згорів навіть королівський палац. На початку XVIII століття у місті розпочалася страшна епідемія чуми, через яку згинула третина населення. На початку XIX століття, у 1814 році, Швеція заявила про свій нейтралітет, завдяки чому столиця стала місцем проведення великої кількості міжнародних зустрічей, з'їздів і форумів. У 1860-х роках завдяки будівництву залізниці місто отримало можливість зв'язку з віддаленими територіями країни, що допомогло промисловому розвитку. У 1862 році міський магістрат було ліквідовано, що дозволило централізувати міське керівництво. Збільшувалася кількість населення Стокгольма. Так у 1900 році населення країни становило 300 тисяч осіб, що втричі більше порівнюючи з 1850 року.
На початку XX століття столиця країни вийшла на міжнародний рівень, як у політиці, так і в економіці. Стокгольм став місцем проведення різних міжнародних конгресів і з'їздів. Окрім того, 1912 саме у Стокгольмі було проведено літні Олімпійські ігри.

## Населення

Динаміка зміни кількості населення Стокгольма з 1570 року

Наразі неможливо встановити точно, скільки людей проживало в межах Стокгольма в епоху середньовіччя. За приблизними оцінками (за актовими та податковими книгами, а також історичними працями) невдовзі після заснування у 1250-х роках населення складало лише 100 осіб. Близько 1290 року населення зросло вже до 3000.
З того часу можна виділити 3 періоди швидкого зростання населення міста: період Шведської імперії (шв. Stormaktstiden), промислова революція та післявоєнний час. Також були і періоди зменшення, спричинені важкими умовами життя, епідеміями та економічними кризами.
Сучасний Стокгольм — центр однойменного лену з населенням майже 2,4 мільйона осіб, що складає близько 25 % населення країни. Населення самого Стокгольма становить близько 975 тисяч осіб, разом із агломерацією — близько 1,5 мільйона. За національним складом, більшість населення міста становлять шведи — 95 %, а усі інші національності становлять не більше кількох відсотків населення: саами та фіни тощо. Крім того у шведській столиці існують діаспори з країн Балканських гір, Ірану, Німеччини, Туреччини. Більшість шведів належать до євангелістської лютеранської церкви. Також деякі жителі міста сповідують католицтво та юдаїзм. Єдиною офіційною мовою у столиці Швеції є шведська мова.

## Адміністрація

### Адміністративний поділ
У центральній частині міста знаходиться великий комплекс торгових будівель, а головним адміністративним та культурним центром міста є так званий Нормальм. Саме там знаходиться будівля шведського парламенту, університету, правління різних банків і корпорацій, опера, залізничний вокзал. У південній же частині міста знаходяться жилі райони міста.

## Економіка та промисловість

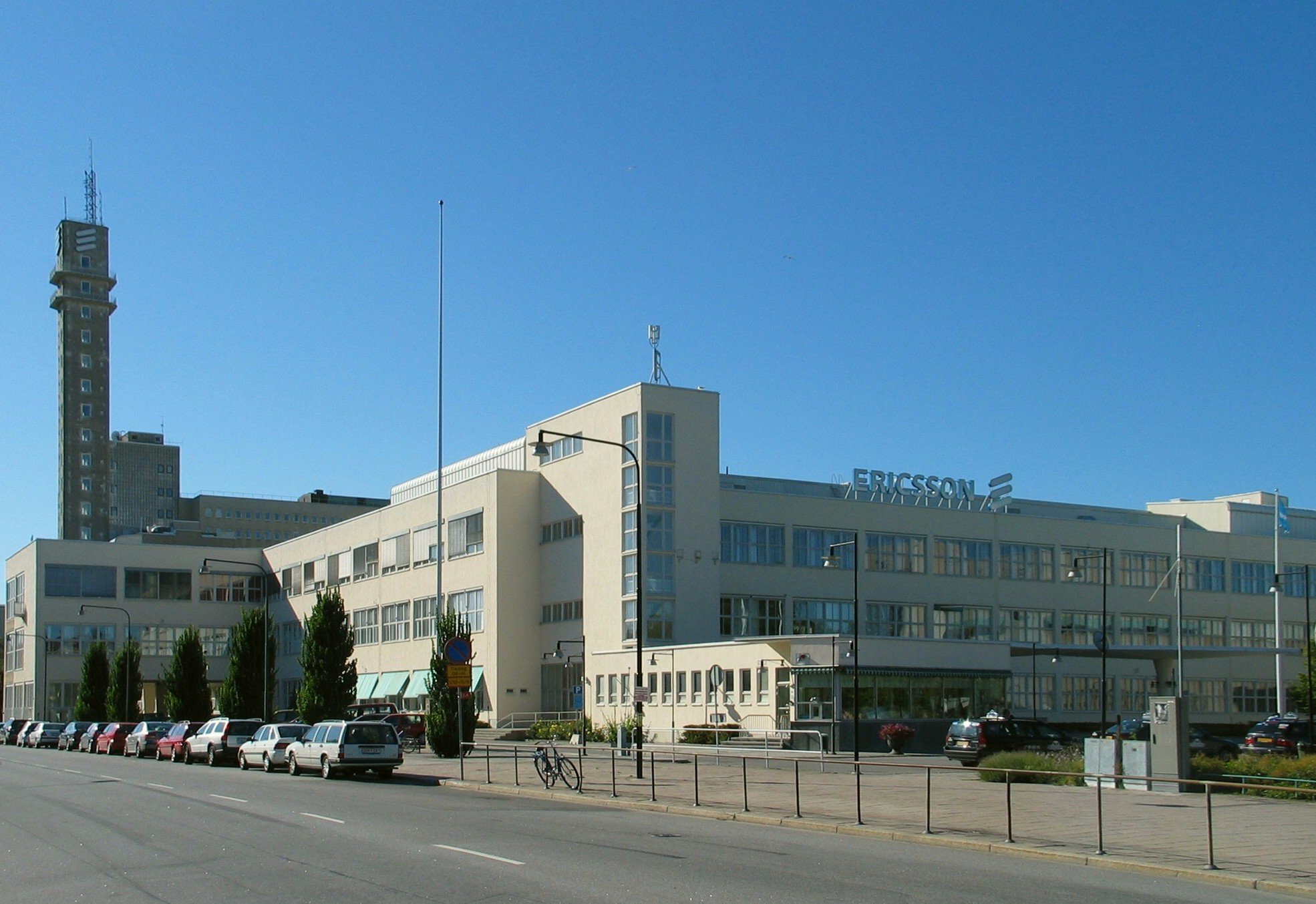
Будівля компанії Ericsson в Стокгольмі

Більшість жителів Стокгольма працюють в сфері послуг, що становить 85 % робочих місць у місті. Відсутність важкої індустрії робить Стокгольм одним з найчистіших міст світу.
За останнє десятиліття було створено велику кількість вакансій у компаніях, які займаються розробкою та впровадженням новітніх технологій. Тут базуються відомі на весь світ компанії IBM, Ericsson та Electrolux. На півночі Стокгольма, в районі Чиста, розташовується чималий IT-центр.
Стокгольм — великий фінансовий центр. Тут знаходяться штаб-квартири найбільших банків Скандинавії — Swedbank, Handelsbanken, і Skandinaviska Enskilda Banken. Тут же розташовані великі страхові компанії Skandia та Trygg-Hansa. У Стокгольмі знаходиться відома Стокгольмська фондова біржа (Stockholmsbörsen). Загалом понад 45 % усіх шведських компаній розташували в Стокгольмі свої штаб-квартири.
Так само в Стокгольмі розташований осідок компанії H&M.
За останні 15 років туризм став відігравати ключову роль в економіці міста. У 1991—2004 роках відчутно збільшилася кількість туристів, охочих відвідати місто. Зростає кількість готелів та розважальних закладів для гостей міста. Щорічно місто відвідує близько 7,5 млн туристів.

## Транспорт

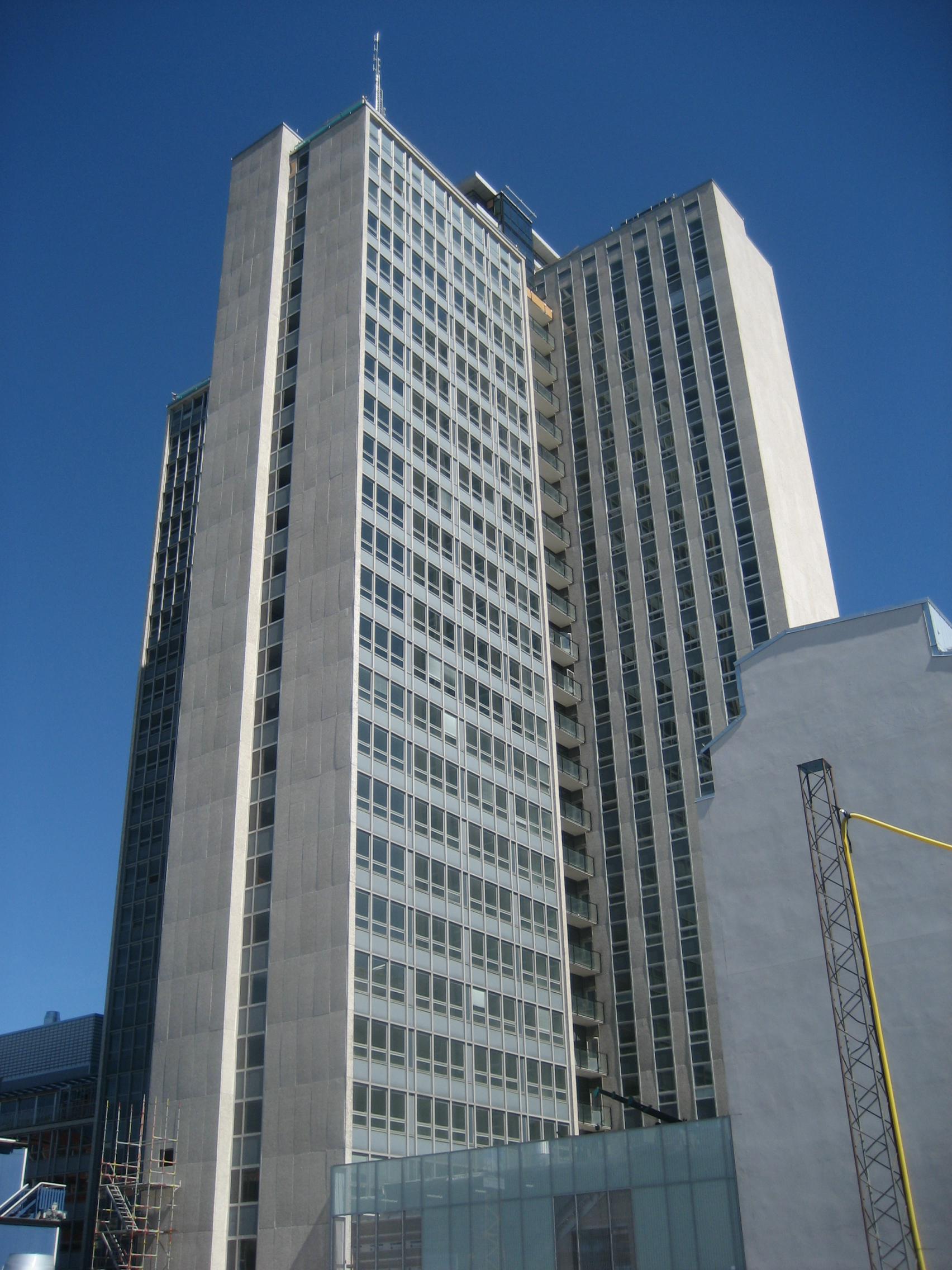
Друга за висотністю будівля в Стокгольмі

З 1941 по 1964 роки в Стокгольмі діяла тролейбусна система.
24 листопада 1948 року трапилася трагедія за участю тролейбуса 96-го маршруту, який зіткнувся з вантажівкою, що була завантажена бетонними плитами і рухалася у зустрічному напрямку. В результаті аварії з 12 пасажирів вціліла 1 людина, решта 11 пасажирів загинули.
З 1950 року діє Стокгольмський метрополітен, що нараховує 100 станцій на трьох лініях загальною протяжністю 105,7 км. Також у місті є чотири незв'язані трамвайні лінії і три системи приміського залізничного транспорту, одна з яких — вузькоколійна (891 мм). Цікаво, що всі маршрути рейкового транспорту мають загальну нумерацію (№ 7, 12, 21, 22 — трамваї; № 10, 11, 13, 14, 17-19 — метро; № 25—29, 35—37 — залізничні лінії).
Діють також автобусна мережа, річковий транспорт та приміська залізниця.
У місті базується мультинаціональна авіакомпанія «SAS». За 42 кілометри на північ від Стокгольма розташований міжнародний аеропорт Стокгольм-Арланда.

## Освіта та наука

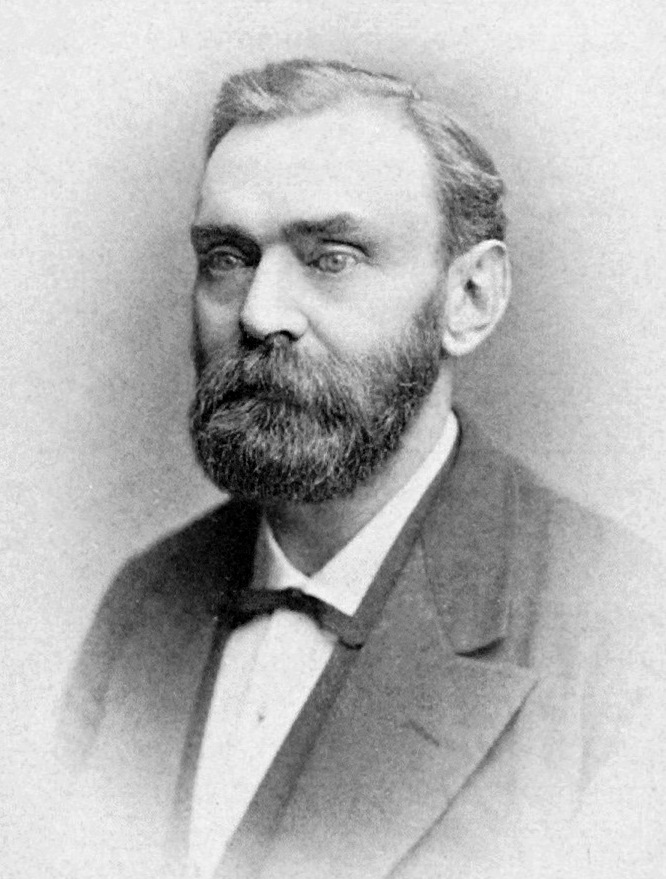
Альфред Нобель

Стокгольм як столиця Швеції є одним з центрів науки країни, основною установою якої є Шведська королівська академія наук. Стокгольм пов'язаний з ім'ям інженера та хіміка Альфреда Нобеля. Саме у столиці держави у Концертному залі у грудні кожного року проходить церемонія вручення Нобелівської премії. Також події, пов'язані з цією церемонією проходять у міській ратуші.
Найбільш відомим навчальним закладом міста є Стокгольмський університет, також основними центрами освіти є Королівська лісова та сільськогосподарська академія, Королівський технологічний інститут, Військова Академія Карлберг, Інженерна академія, Стокгольмська школа економіки, Королівська академія літератури, історії та давностей, Королівська академія витончених мистецтв і Королівська музична академія. У системі освіти у Стокгольмі також діють два навчальні заклади з акторського мистицтва, зокрема Драматичний інститут, Державна драматична школа. Окрім того, є також Академія цирку, Державна школа танців.

## Культура

### Театри та музика
У Стокгольмі працює більше 25 театрів. Щороку на їх сценах представляються десятки театральних постановок. Найбільшими з них є Шведська королівська опера, Королівський драматичний театр, Дротнингольмський оперний театр, а також драматичний театр «Фолькетс» і «Оскар-театр». У столиці також знаходиться один з найбільших концертних залів Швеції — «Консертхусет».

### Музеї

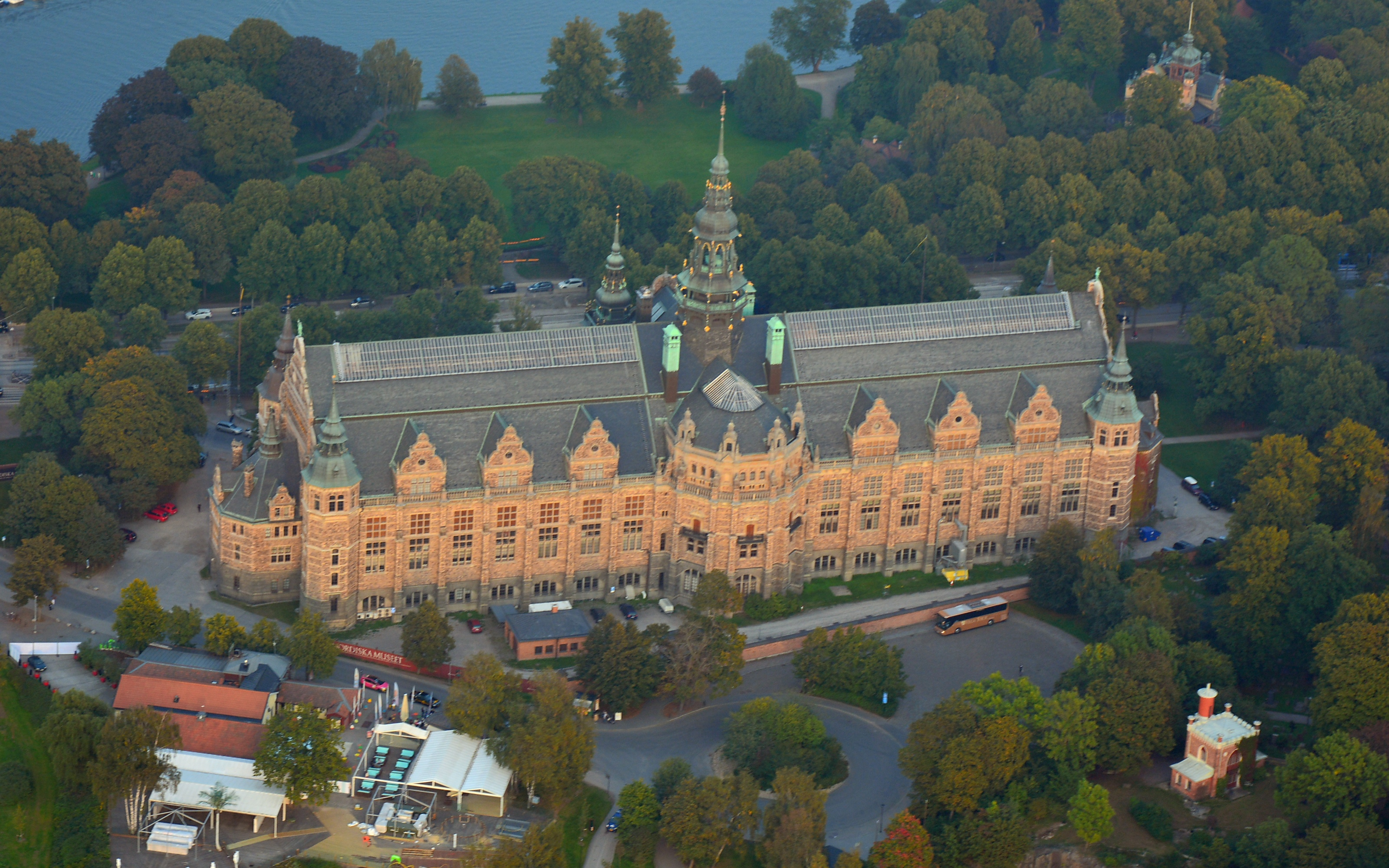
Скандинавський музей

Одною з найвідоміших пам'яток Стокгольма є Національний музей Швеції. У ньому представлена колекція живопису всесвітньо відомих художників XVI—XVIII століть, зокрема П'єра-Огюста Ренуара та Рембрандта ван Рейна. Також у столиці відкрито Музей сучасного мистецтва, де знаходяться роботи художників XX століття, у тому числі Сальвадора Далі, Анрі Матісса, Пабло Пікассо. Також у Стокгольмі є музей Середземномор'я та Близького Сходу, де представлено колекції римського та ісламського мистецтва. У 2000-х роках на одному з островів архіпелагу було відкрито музей Юнібаккен, присвячений творчості Астрід Ліндгрен. Окрім того, у столиці Швеції знаходиться корабль-музей Ваза, який належав Густаву II Адольфу. 1628 року цей корабль затонув і після того, як його через 300 роки було піднято з морського дна там було організовано музей. Також у Стокгольмі є етнографічний парк-музей Скансен, історичний музей, Міллесгорден, Ліврусткамарен (або Королівська скарбниця), залізничний музей, музей фотографії, Скандинавський музей, національний морський музей, центр архітектури та дизайну, Національний музей науки та технологій, Шведський музей природознавства та Бергіанський ботанічний сад, Королівський монетний кабінет (нумізматичний музей), музей Нобелівської премії, а також знаходиться музей-квартира відомого письменника Августа Стріндберга.

### Традиції
Стокгольм — культурний центр Швеції, а у 1998 році його було названо культурною столицею Європи. Щороку 13 грудня у місті проходить найбільше місцеве свято — День Люсі. Щороку в листопаді у місті проводиться Стокгольмський міжнародний кінофестиваль.
- Стокгольмський культурний фестиваль
- Балтійський фестиваль
- Стокгольмський фестиваль давньої музики
- Стокгольмський джазовий фестиваль
- Фестиваль сучасного мистецтва Sound of Stockholm
- Рок-фестиваль Popaganda

## Архітектура та пам'ятки

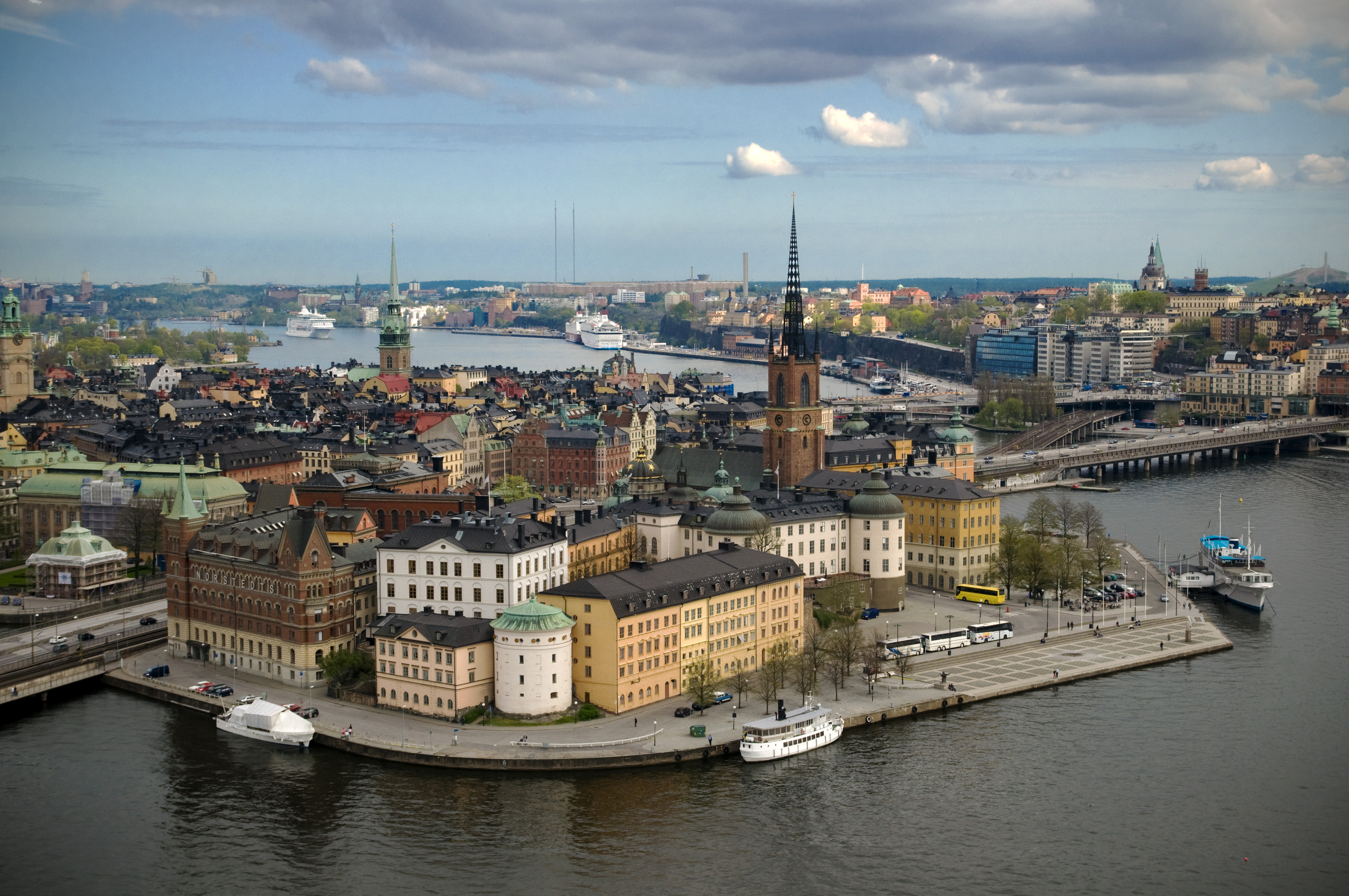
Вид з міської вежі на Старе місто

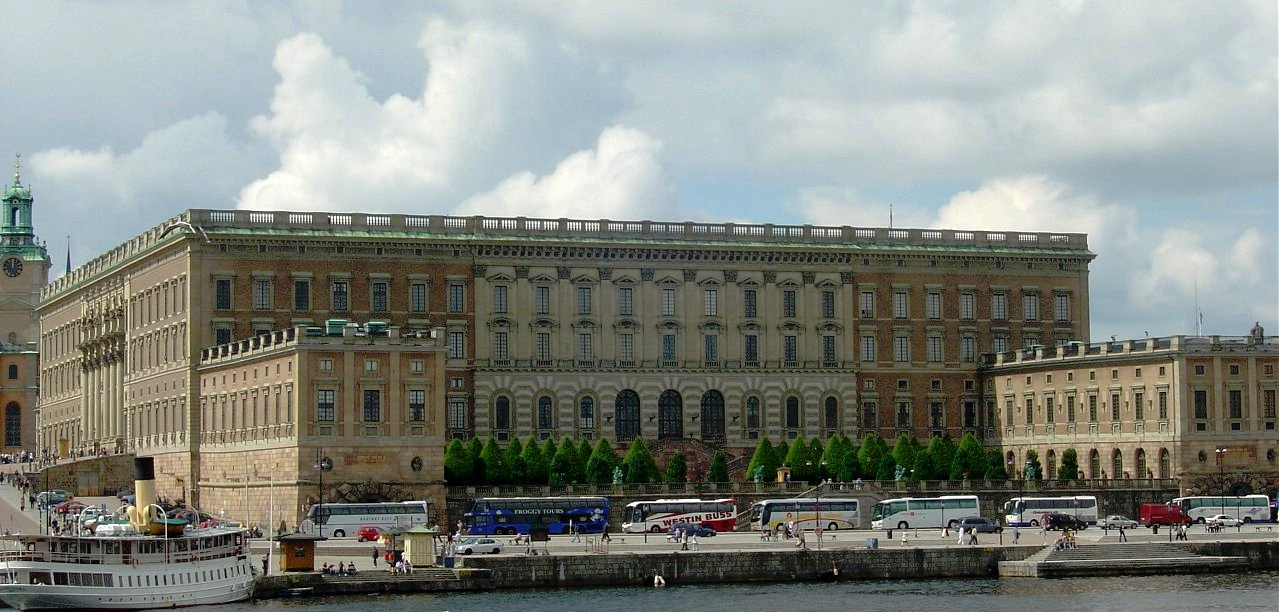
Королівський палац

Сучасний вигляд Стокгольм набув 1950 року. Через це багато історичних будинків було втрачено. Однак у Старому місті (швед. Gamla stan) вдалося зберегти більшість архітектурних пам'яток. Старе місто знаходиться на острові Стаден і з'єднано з іншими частинами центру великою кількістю мостів. Воно має архітектуру Середньовіччя. Вулиці центру міста доволі вузькі, як і більшості старих міст Європи. Місто має велику кількість архітектурних пам'яток, збудованих у різні часи. Основною архітектурною спорудою Стокгольма вважається Королівський палац. Він був збудований наприкінці XVII століття — на початку XVIII століття у стилі бароко. Він є робочою резиденцією короля Швеції, а місцем коронації кілька століть є церква Святого Миколи. Найкрасивішою будівлею Стокгольма вважається Лицарський будинок, побудований 1956 року у стилі бароко.
Серед інших культових споруд, середньовічну архітектуру мають готичні церкви Сторчюрка та Ріддархольмсчюрка, які були побудовані у XIII столітті. Важливе значення також має францисканська церква Ріддарголма, яка була побудована у той же час. Саме на території останньої церкви багато століть до 1950 року відбувалися поховання шведських монархів.

## Уродженці Стокгольма
- Єнні Лінд (1820—1887) — шведська оперна співачка (сопрано)
- Емма Чедвік (1855—1932) — шведська художниця
- Ежен Фредрік Янсон (1862—1915) — шведський художник, один з найвідоміших представників шведського символізму
- Клара Емілія Смітт (1864—1928) — шведський лікар і письменниця
- Грета Гарбо (1905—1990) — шведська й американська акторка
- Валборг Торселл(1919—2016) — шведський зоолог
- Марта Торен (1925—1957) — шведська акторка
- Брітт Екланд (нар. 1942) — шведська акторка і фотомодель
- Марі Редбо (нар. 1946) — шведський астроном
- Дольф Лундгрен (нар. 1957) — шведський актор, режисер, спортсмен-каратист
- Стіна Вірсен (нар. 1968) — шведська художниця, графік, ілюстраторка, письменниця.
- Сара Доун Фанер (нар. 1981) — шведська співачка та акторка.
- Ребекка Фергюсон (нар. 1983) — шведська кіноакторка, модель і кінопродюсер.
- Тім Берглінг (1989—2018) — шведський діджей, один з найвідоміших представників жанру Progressive house.